# Manapouri
Manapouri è un comune neozelandese di 240 abitanti situato nella regione del Southland sull'Isola del Sud della Nuova Zelanda.

## Geografia fisica
Il centro abitato sorge sulla sponda orientale del lago Manapouri, sul limitare del Parco nazionale del Fiordland.